# Komlódtótfalu
Komlódtótfalu is een plaats (község) en gemeente in het Hongaarse comitaat Szabolcs-Szatmár-Bereg. Komlódtótfalu telt 114 inwoners (2001).